# El Trompillo Airport
El Trompillo Airport är en flygplats i Bolivia.   Den ligger i departementet Santa Cruz, i den centrala delen av landet, 260 km nordost om huvudstaden Sucre. El Trompillo Airport ligger 417 meter över havet.
Terrängen runt El Trompillo Airport är platt. Runt El Trompillo Airport är det tätbefolkat, med 297 invånare per kvadratkilometer.. Närmaste större samhälle är Santa Cruz de la Sierra, 3,0 km norr om El Trompillo Airport.
Runt El Trompillo Airport är det i huvudsak tätbebyggt.